# Gévrise Émane

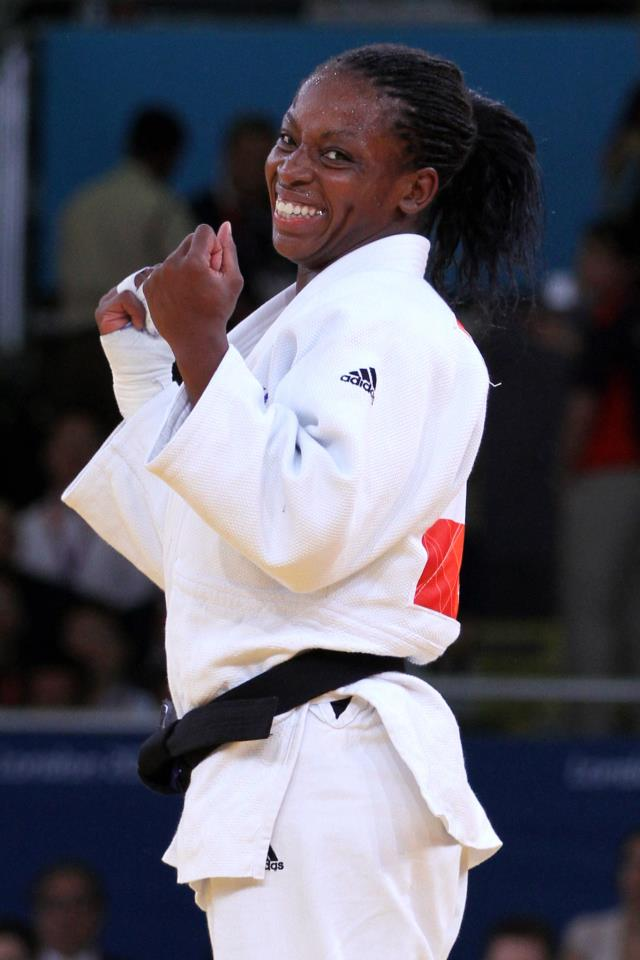
Gévrise Émane (2013)

Gévrise Émane (* 27. Juli 1982 in Yaoundé, Kamerun) ist eine ehemalige französische Judoka. Sie gewann eine olympische Bronzemedaille und war dreimal Welt- sowie fünfmal Europameisterin.
Die 1,62 m große Judoka trat bis 2009 im Mittelgewicht an, kämpfte dann von 2009 bis 2013 im Halbmittelgewicht und kehrte 2014 ins Mittelgewicht zurück. Sie trägt den 6. Dan.

## Sportliche Karriere
2003 siegte Gévrise Émane bei der Universiade. Im gleichen Jahr gewann sie den ersten von insgesamt vier französischen Meistertiteln. Ende 2004 erkämpfte sie die Silbermedaille bei den U23-Europameisterschaften und kurz darauf ebenfalls Silber bei den Studentenweltmeisterschaften. Im März 2005 gewann sie in Rotterdam ihr erstes Weltcupturnier. Bei den Weltmeisterschaften 2005 erreichte sie das Finale und erhielt die Silbermedaille hinter der Niederländerin Edith Bosch. Im Mai 2006 besiegte sie Bosch im Halbfinale der Europameisterschaften, im Finale schlug sie die Deutsche Heide Wollert. 2007 verteidigte sie ihren Europameistertitel, erneut gewann sie gegen Bosch im Halbfinale und im Finale besiegte sie die Polin Katarzyna Kłys. Bei den Weltmeisterschaften 2007 in Rio de Janeiro bezwang sie im Finale Ronda Rousey aus den Vereinigten Staaten. Nach einer Halbfinalniederlage gegen Ylenia Scapin aus Italien erkämpfte sie bei den Europameisterschaften 2008 eine Bronzemedaille. Bei den Olympischen Spielen in Peking unterlag sie in ihrem ersten Kampf der Spanierin Leire Iglesias und schied aus. Bei den französischen Meisterschaften 2009 unterlag sie gegen Lucie Décosse, die in den nächsten Jahren in Frankreich das Mittelgewicht dominierte.
Émanes erster Erfolg nach dem Wechsel der Gewichtsklasse war der Sieg beim Grand-Slam-Turnier in Paris Anfang 2010. 2011 gewann sie bei den Europameisterschaften durch einen Finalsieg über die Niederländerin Anicka van Emden. Bei den Weltmeisterschaften in Paris gewann sie das Finale gegen die Japanerin Yoshie Ueno. Ihren nächsten Titel erkämpfte sie bei den Europameisterschaften 2012, als sie im Finale Yarden Gerbi aus Israel bezwang. Bei den Olympischen Spielen 2012 in London unterlag sie im Viertelfinale der Mongolin Tsedewsürengiin Mönchdsajaa, mit Siegen in der Hoffnungsrunde über Alice Schlesinger aus Israel und über die Südkoreanerin Joung Da-woon erkämpfte Émane die Bronzemedaille. Bei den Weltmeisterschaften 2013 unterlag sie im Halbfinale ihrer Landsfrau Clarisse Agbegnenou, bezwang aber im Kampf um Bronze die Slowenin Tina Trstenjak.
Gévrise Émane kehrte in das Mittelgewicht zurück, nachdem Lucie Décosse ihre Karriere beendet hatte und im Halbmittelgewicht Clarisse Agbegnenou dominierte. 2014 gewann Émane einige internationale Turniere aber keine internationalen Meisterschaftsmedaillen. Das änderte sich 2015, als sie bei den Weltmeisterschaften in Astana die Spanierin María Bernabéu im Finale bezwang. Bei den Europameisterschaften 2016 gewann sie das Finale gegen die Georgierin Esther Stam. Im Viertelfinale der Europameisterschaften 2016 hatte sie die Britin Sally Conway besiegt, im Auftaktkampf bei den Olympischen Spielen 2016 schied Émane gegen Conway aus. Kurz danach beendete Gévrise Émane ihre Karriere.